# Bahnstrecke Bengasi–Musaid
Die Bahnstrecke Bengasi–Musaid (Umm Saad) ist eine in Planung befindliche Bahnstrecke in Libyen. Sie soll den östlichen Abschluss des im Aufbau befindlichen libyschen Eisenbahnnetzes bilden (siehe Projekte) und letztendlich den Anschluss an die Ägyptische Staatsbahn nahe Sollum sicherstellen.

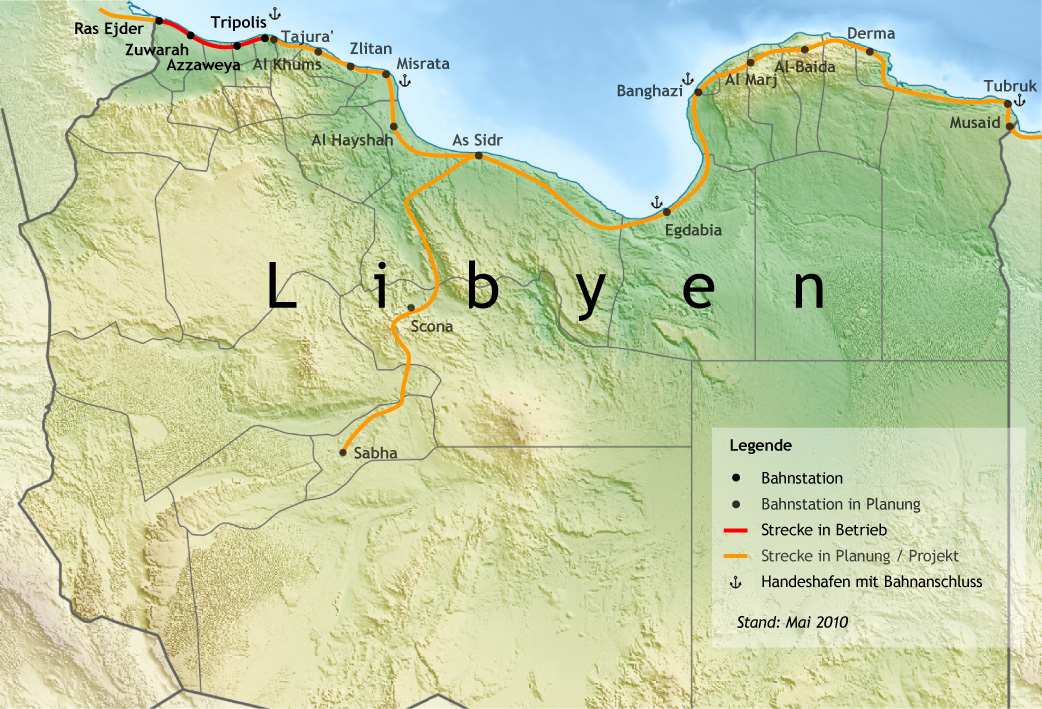
Geplantes Eisenbahnnetz Libyens

Die normalspurige Bahnstrecke befindet sich derzeit in unterschiedlichen Stadien der Planung, die durch das deutsche Büro Dorsch Afrique erstellt wurden.
1. Die Strecke Bengasi–Tobruk ist mehr als 150 km lang und soll – ebenso wie der gesamte in Libyen verlaufende Abschnitt der nordafrikanischen Bahntransversale entlang der südlichen Mittelmeerküste von Marokko bis Ägypten – zweigleisig und als Hochgeschwindigkeitsstrecke errichtet werden. Eine Generalplanung für die gesamte Strecke mit Bauwerken, Signaltechnik und Bahnhöfen wurde vorgelegt. Ergänzend wurde eine Machbarkeitsstudie für den „Harbour Link“ im topographisch sehr anspruchsvollen Gelände bei Tobruk erstellt, eine Verbindung, mit der der Hafen der Stadt angebunden werden soll. Dazu muss bebautes Gebiet durchquert werden. Hier wäre ein Tunnel erforderlich.
2. Für die anschließende Strecke von Tobruk nach Musaid (auch: Umm Saad), dem künftigen Grenzbahnhof zu Ägypten, erstellte Dorsch Afrique eine Vorstudie die mehrere Routenalternativen untersucht, um eine für die künftige Regionalentwicklung optimale Trasse zu finden. Die Kosten für diesen Abschnitt werden auf ca. zwei Milliarden Euro geschätzt.

Nach dem Ausbruch des Bürgerkrieges in Libyen im Februar 2011 wurden alle Arbeiten an den bereits in Bau befindlichen Strecken im Lande eingestellt. Ausländische Firmen, die die Baustellen betrieben, zogen ihre Mitarbeiter aus dem Lande ab oder diese flohen. Insoweit ist es unklar, wie die Eisenbahnprojekte in Libyen weiter gehen.

## Vorläuferprojekt
Die Planung nimmt eine Bahnstrecke wieder auf, die in einem Abschnitt historisch bereits für kurze Zeit bestand: Während des Zweiten Weltkriegs wurde seitens der Alliierten von Ägypten aus eine normalspurige Bahnstrecke durch Libyen nach Westen vorangetrieben. Diese setzte 10 km von Marsa Matruh am ägyptischen Netz an und führte nach Tobruk. Die Strecke war 350 km lang, von denen, westlich von Sollum, 125 km in Libyen verliefen. Nach Kriegsende wurde die Strecke am 20. Dezember 1946 stillgelegt und der in Libyen liegende Abschnitt demontiert.